# Alfred Balcke
Carl Alfred August Balcke (* 23. April 1894 in Bremen; † 14. März 1972 in Bremen) war ein deutscher Politiker und Senator (SPD) in Bremen.

## Leben

### Ausbildung und Beruf
Balcke besuchte das Bremer Lehrerseminar vor seiner Einberufung zum Kriegsdienst 1914. In Danzig studierte er 1918 ein Semester Wirtschaftskunde, danach war er Korrespondent in Hannover und Bremen und Finanzbuchhalter in einer Bremer Im- und Exportfirma.
Balcke trat 1923 in die Schröder-Bank in Bremen, ab 1931 Norddeutsche Kreditbank, ein und war dort bis zu seiner Ernennung zum Senator 1955 angestellt. Er erlernte den Beruf eines Bankbeamten, eine damals bei Privatbanken übliche Bezeichnung für einen Bankkaufmann, und war danach in diesem Beruf tätig, zuletzt als Prokurist.

### Politik
Balcke war Mitglied der SPD in Bremen. Er wurde von 1946 bis 1955 in die Bremer Bürgerschaft gewählt.
1955 erfolgte seine Berufung in den Senat unter Führung von Wilhelm Kaisen (SPD), in dem er als Nachfolger von Emil Theil (SPD) zum Senator für das Bauwesen ernannt wurde. Sein Wirken ist mit dem Wiederaufbau von Bremen verbunden. In seiner Zeit erfolgte ein entschiedener Wohnungsbau, vor allem im Bereich des sozialen Wohnungsbaus für minderbemittelte Bevölkerungsschichten. Der Ortsteil Bremer Westen wurde vollendet und u. a. der Stadtteil Neue Vahr und die Gartenstadt Vahr gebaut. Er setzte sich schon 1963 dafür ein, das „ein zweiter Bürgerpark“ als Park links der Weser entstehen sollte. 1963 übernahm Wilhelm Blase (SPD) das Ressort des Bausenators.
Balcke war seit dem 28. Juli 1921 mit Meta Margarethe geb. Albers (1898–1971) verheiratet. Die Eheschließung fand in Bremen statt. Alfred Balcke starb am 14. März 1972 um 09:30 Uhr im Zentralkrankenhaus Links der Weser in Bremen im Alter von 77 Jahren. Er wohnte zuletzt in der Scharrelmannstraße 4 in Bremen. Er wurde auf dem Buntentorsfriedhof in Bremen-Neustadt (Bremen) beerdigt.

### Ehrungen
Nach ihm wurde die Senator-Balcke-Straße in Obervieland/Habenhausen benannt.